# San Andrés (Bolivia)
San Andrés is een gemeente (municipio) in de Boliviaanse provincie Marbán in het departement Beni. De gemeente telt naar schatting 13.254 inwoners (2018). De hoofdplaats is San Andrés.